# Municipio de New Independence
El municipio de New Independence (en inglés: New Independence Township) es un municipio ubicado en el condado de St. Louis en el estado estadounidense de Minnesota. En el año 2010 tenía una población de 299 habitantes y una densidad poblacional de 3,23 personas por km².

## Geografía
El municipio de New Independence se encuentra ubicado en las coordenadas 46°58′43″N 92°30′20″O / 46.97861, -92.50556. Según la Oficina del Censo de los Estados Unidos, el municipio tiene una superficie total de 92.51 km², de la cual 90,23 km² corresponden a tierra firme y (2,46 %) 2,28 km² es agua.

## Demografía
Según el censo de 2010, había 299 personas residiendo en el municipio de New Independence. La densidad de población era de 3,23 hab./km². De los 299 habitantes, el municipio de New Independence estaba compuesto por el 93,31 % blancos, el 4,35 % eran amerindios y el 2,34 % eran de una mezcla de razas. Del total de la población el 1,34 % eran hispanos o latinos de cualquier raza.